# Komnena Nemanjić
Komnena Nemanjić (1195 circa) fu duchessa di Dimitri Progoni e successivamente di Gregory Kamonas.

## Biografia
Komnena nacque da Stefano Prvovenčani e da sua moglie Eudocia Angelina, era la nipote dell'imperatore Alessio III Angelo. Aveva tre fratelli: Stefano Radoslav di Serbia (1228-1233), Stefano Vladislav I di Serbia (1233-1243) e Saba II di Serbia.
Ha sposato Dimitri nel 1208. Dopo che Dimitrii morì nel 1215, il potere fu lasciato a Komnena, che poco dopo si sposò con il greco-albanese Gregory Kamonas. Assunse il controllo su Croia, rafforzando i rapporti con la Serbia, che era stato precedentemente indebolito dopo l'assalto serbo in Shkodër.
Aveva una figlia con Gregory che sposò Golem di Kruja.

## Ascendenza
|                     |                    |                           | Genitori                |  |  | Nonni           |  |  | Bisnonni         |  |
|                     |                    |                           |                         |  |  | Stefano Nemanja |  |  | Zavida Vukanović |  |
|                     |                    |                           |                         |  |  | Stefano Nemanja |  |  | Zavida Vukanović |  |
|                     |                    | Uroš I di Rashka          |                         |  |  | Stefano Nemanja |  |  |                  |  |
| Stefano Prvovenčani |                    |                           |                         |  |  | Stefano Nemanja |  |  |                  |  |
|                     |                    | Anna di Serbia            | Alessandro di Valacchia |  |  |                 |  |  |                  |  |
|                     |                    | Anna di Serbia            | Alessandro di Valacchia |  |  |                 |  |  |                  |  |
|                     |                    | Anna di Serbia            | …                       |  |  |                 |  |  |                  |  |
| Komnena Nemanjić    |                    | Anna di Serbia            |                         |  |  |                 |  |  |                  |  |
|                     | Alessio III Angelo | Andronico Ducas Angelo    |                         |  |  |                 |  |  |                  |  |
|                     | Alessio III Angelo | Andronico Ducas Angelo    |                         |  |  |                 |  |  |                  |  |
|                     | Alessio III Angelo | Eufrosina Castamonitissa  |                         |  |  |                 |  |  |                  |  |
| Eudocia Angelina    | Alessio III Angelo |                           |                         |  |  |                 |  |  |                  |  |
|                     |                    | Eufrosina Ducena Camatera | Andronico Camatero      |  |  |                 |  |  |                  |  |
|                     |                    | Eufrosina Ducena Camatera | Andronico Camatero      |  |  |                 |  |  |                  |  |
|                     |                    | Eufrosina Ducena Camatera | …                       |  |  |                 |  |  |                  |  |
|                     |                    | Eufrosina Ducena Camatera |                         |  |  |                 |  |  |                  |  |